# ATP St. Pölten 1997 - Qualificazioni singolare
Le qualificazioni del singolare dell'ATP St. Pölten 1997 sono state un torneo di tennis preliminare per accedere alla fase finale della manifestazione. I vincitori dell'ultimo turno sono entrati di diritto nel tabellone principale. In caso di ritiro di uno o più giocatori aventi diritto a questi sono subentrati i lucky loser, ossia i giocatori che hanno perso nell'ultimo turno ma che avevano una classifica più alta rispetto agli altri partecipanti che avevano comunque perso nel turno finale.
Le qualificazioni del torneo ATP St. Pölten 1997 prevedevano 32 partecipanti di cui 4 sono entrati nel tabellone principale.

## Teste di serie
1. Greg Rusedski (ultimo turno)
2. Sargis Sargsian (Qualificato)
3. Assente
4. Oliver Gross (ultimo turno)

1. Nicolas Kiefer (primo turno)
2. Marcos Górriz (secondo turno)
3. Fernando Vicente (primo turno)
4. Gastón Etlis (secondo turno)

## Qualificati
1. Tomas Nydahl
2. Sargis Sargsian

1. Sébastien Grosjean
2. Gabriel Silberstein

## Tabellone

### Legenda
| - Q = Qualificato - WC = Wild card - LL = Lucky loser | - ALT = Alternate - SE = Special Exempt - PR = Protected Ranking | - w/o = Walkover - r = Ritirato - d = Squalificato |

### Sezione 1
|  | Primo turno  | Primo turno      | Primo turno      | Primo turno | Primo turno |  |  | Secondo turno | Secondo turno | Secondo turno | Secondo turno | Secondo turno |   |   | Ultimo turno | Ultimo turno  | Ultimo turno  | Ultimo turno | Ultimo turno |  |
|  |              |                  |                  |             |             |  |  |               |               |               |               |               |   |   |              |               |               |              |              |  |
|  | 1            | Greg Rusedski    | Greg Rusedski    | 6           | 7           |  |  |               |               |               |               |               |   |   |              |               |               |              |              |  |
|  |              | Mariano Zabaleta | Mariano Zabaleta | 4           | 6           |  |  | 1             | Greg Rusedski | 6             | 6             | 6             |   |   |              |               |               |              |              |  |
|  | Lars Rehmann | Lars Rehmann     | Lars Rehmann     | 7           | 6           |  |  |               | Lars Rehmann  | 7             | 4             | 1             |   |   |              |               |               |              |              |  |
|  | Mark Joachim | Mark Joachim     | Mark Joachim     | 5           | 1           |  |  |               |               |               |               |               |   |   | 1            | Greg Rusedski | Greg Rusedski | 4            | 4            |  |
|  | Tomas Nydahl | Tomas Nydahl     | 6                | 2           | 7           |  |  |               |               |               | Tomas Nydahl  | Tomas Nydahl  | 6 | 6 |              |               |               |              |              |  |
|  | Jim Grabb    | Jim Grabb        | 3                | 6           | 6           |  |  |               | Tomas Nydahl  | Tomas Nydahl  | 6             | 6             |   |   |              |               |               |              |              |  |
|  | 8            | Gastón Etlis     | 4                | 6           | 6           |  |  | 8             | Gastón Etlis  | Gastón Etlis  | 3             | 2             |   |   |              |               |               |              |              |  |
|  |              | Joost Winnink    | 6                | 1           | 4           |  |  |               |               |               |               |               |   |   |              |               |               |              |              |  |

### Sezione 2
|  | Primo turno    | Primo turno      | Primo turno      | Primo turno    | Primo turno |  |  | Secondo turno   | Secondo turno   | Secondo turno   | Secondo turno   | Secondo turno |   |   | Ultimo turno | Ultimo turno    | Ultimo turno | Ultimo turno | Ultimo turno |  |
|  |                |                  |                  |                |             |  |  |                 |                 |                 |                 |               |   |   |              |                 |              |              |              |  |
|  | 2              | Sargis Sargsian  | Sargis Sargsian  | 6              | 6           |  |  |                 |                 |                 |                 |               |   |   |              |                 |              |              |              |  |
|  |                | Ingo Neumuller   | Ingo Neumuller   | 4              | 3           |  |  | 2               | Sargis Sargsian | Sargis Sargsian | 6               | 6             |   |   |              |                 |              |              |              |  |
|  | Lars Kirschner | Lars Kirschner   | Lars Kirschner   | 7              | 6           |  |  |                 | Lars Kirschner  | Lars Kirschner  | 2               | 2             |   |   |              |                 |              |              |              |  |
|  | Michal Tabara  | Michal Tabara    | Michal Tabara    | 5              | 2           |  |  |                 |                 |                 |                 |               |   |   | 2            | Sargis Sargsian | 5            | 6            | 7            |  |
|  | Daniel Orsanic | Daniel Orsanic   | Daniel Orsanic   | Daniel Orsanic | 4           |  |  |                 |                 |                 | Guillermo Cañas | 7             | 4 | 5 |              |                 |              |              |              |  |
|  | Julian Knowle  | Julian Knowle    | Julian Knowle    | Julian Knowle  | 1r          |  |  | Daniel Orsanic  | Daniel Orsanic  | Daniel Orsanic  | 3               | 4             |   |   |              |                 |              |              |              |  |
|  |                | Guillermo Cañas  | Guillermo Cañas  | 6              | 6           |  |  | Guillermo Cañas | Guillermo Cañas | Guillermo Cañas | 6               | 6             |   |   |              |                 |              |              |              |  |
|  | 7              | Fernando Vicente | Fernando Vicente | 4              | 4           |  |  |                 |                 |                 |                 |               |   |   |              |                 |              |              |              |  |

### Sezione 3
|  | Primo turno        | Primo turno        | Primo turno        | Primo turno | Primo turno |  |  | Secondo turno      | Secondo turno      | Secondo turno      | Secondo turno      | Secondo turno      |   |   | Ultimo turno | Ultimo turno | Ultimo turno | Ultimo turno | Ultimo turno |  |
|  |                    |                    |                    |             |             |  |  |                    |                    |                    |                    |                    |   |   |              |              |              |              |              |  |
|  | Joan Balcells      | Joan Balcells      | Joan Balcells      | 6           | 6           |  |  |                    |                    |                    |                    |                    |   |   |              |              |              |              |              |  |
|  | Roger Smith        | Roger Smith        | Roger Smith        | 2           | 1           |  |  | Joan Balcells      | Joan Balcells      | 6                  | 6                  | 4                  |   |   |              |              |              |              |              |  |
|  | Patrick Baur       | Patrick Baur       | Patrick Baur       | 6           | 6           |  |  | Patrick Baur       | Patrick Baur       | 7                  | 2                  | 6                  |   |   |              |              |              |              |              |  |
|  | Attila Sávolt      | Attila Sávolt      | Attila Sávolt      | 4           | 4           |  |  |                    |                    |                    |                    |                    |   |   | Patrick Baur | Patrick Baur | Patrick Baur | 2            | 1            |  |
|  | Sébastien Grosjean | Sébastien Grosjean | Sébastien Grosjean | 6           | 6           |  |  |                    |                    | Sébastien Grosjean | Sébastien Grosjean | Sébastien Grosjean | 6 | 6 |              |              |              |              |              |  |
|  | Werner Eschauer    | Werner Eschauer    | Werner Eschauer    | 4           | 4           |  |  | Sébastien Grosjean | Sébastien Grosjean | 4                  | 6                  | 7                  |   |   |              |              |              |              |              |  |
|  |                    | Gerald Mandl       | 2                  | 6           | 6           |  |  | Gerald Mandl       | Gerald Mandl       | 6                  | 2                  | 5                  |   |   |              |              |              |              |              |  |
|  | 5                  | Nicolas Kiefer     | 6                  | 2           | 3           |  |  |                    |                    |                    |                    |                    |   |   |              |              |              |              |              |  |

### Sezione 4
|  | Primo turno         | Primo turno         | Primo turno         | Primo turno | Primo turno |  |  | Secondo turno | Secondo turno       | Secondo turno   | Secondo turno       | Secondo turno |   |   | Ultimo turno | Ultimo turno | Ultimo turno | Ultimo turno | Ultimo turno |  |
|  |                     |                     |                     |             |             |  |  |               |                     |                 |                     |               |   |   |              |              |              |              |              |  |
|  | 4                   | Oliver Gross        | Oliver Gross        | 7           | 6           |  |  |               |                     |                 |                     |               |   |   |              |              |              |              |              |  |
|  |                     | Milan Smejda        | Milan Smejda        | 6           | 1           |  |  | 4             | Oliver Gross        | Oliver Gross    | 6                   | 6             |   |   |              |              |              |              |              |  |
|  | Federico Browne     | Federico Browne     | Federico Browne     | 6           | 6           |  |  |               | Federico Browne     | Federico Browne | 2                   | 4             |   |   |              |              |              |              |              |  |
|  | Zbynek Mlynarik     | Zbynek Mlynarik     | Zbynek Mlynarik     | 3           | 4           |  |  |               |                     |                 |                     |               |   |   | 4            | Oliver Gross | 6            | 6            | 6            |  |
|  | Gabriel Silberstein | Gabriel Silberstein | Gabriel Silberstein | 6           | 6           |  |  |               |                     |                 | Gabriel Silberstein | 7             | 2 | 7 |              |              |              |              |              |  |
|  | Georg Blumauer      | Georg Blumauer      | Georg Blumauer      | 2           | 4           |  |  |               | Gabriel Silberstein | 7               | 3                   | 6             |   |   |              |              |              |              |              |  |
|  | 6                   | Marcos Górriz       | Marcos Górriz       | 7           | 6           |  |  | 6             | Marcos Górriz       | 5               | 6                   | 2             |   |   |              |              |              |              |              |  |
|  |                     | David DiLucia       | David DiLucia       | 6           | 1           |  |  |               |                     |                 |                     |               |   |   |              |              |              |              |              |  |